# Hypena zaplutagramma
Hypena zaplutagramma là một loài bướm đêm trong họ Erebidae.